# Alpaida simla
Alpaida simla là một loài nhện trong họ Araneidae.
Loài này thuộc chi Alpaida. Alpaida simla được Herbert Walter Levi miêu tả năm 1988.